# James Storme
James Storme (Gent, 12 april 1943) is een Belgisch voormalig voetbalspeler en -trainer. Als speler wist hij in 1964 met KAA Gent de Belgische beker te winnen, wat voor de club de eerste prijs in de clubgeschiedenis was.

## Carrière
Storme speelde aanvankelijk als middenvelder bij KAA Gent en later bij Standard Luik in de jaren 1960. Met KAA Gent won Storme in 1964 de Belgische beker door na een 0-2 achterstand tegen KFC Diest een comeback te realiseren die resulteerde na verlengingen in een 4-2 overwinning. Stormes laatste club als profvoetballer was VG Oostende, waar hij na zijn spelersloopbaan trainer werd. In de jaren 90 was Storme als trainer actief bij diverse Belgische clubs.

## Privé
Stormes kleinzoon Vic Seurynck is eveneens voetballer. Zijn zoon James Storme junior was professioneel tennisser.

## Palmares
- 1963-1964: Beker van België voetbal met KAA Gent